# Gilbert Cosme
Gilbert Cosme (* 25. Mai 1975 in Bayamón, Puerto Rico) ist ein Wrestler aus Puerto Rico. Er ist besser unter seinen beiden Ringnamen El Mesías und Ricky Banderas bekannt. In der Fernsehsendung Lucha Underground trat er als maskierter Wrestler Mil Muertes an.

## Wrestlingkarriere
Zunächst studierte Cosme Computertechnologie an der Interamerican University of Puerto Rico in seiner Geburtsstadt Bayamón. Dort wurde er von einem früheren Wrestler ab 1996 in die Grundzüge des Wrestlings eingeführt und begann seine Karriere als professioneller Wrestler 1997, zunächst bei Independent-Kämpfen und anschließend in einem Projekt der World Wrestling Federation, die im hispanischen Raum nach Talenten suchte.
Ab 1999 trat er in der International Wrestling Association IWA an und spielte dort das Gimmick "El Patriota" Ricky Banderas. Der Name ist eine Mischung aus Ricky Martin und Antonio Banderas. Seinen ersten Fernsehauftritt hatte er im gleichen Jahr bei Extreme Championship Wrestling (ECW). Erste Erfolge waren der Gewinn des Tag-Team-Titels der IWA zusammen mit Germán Figueroa. Zunächst als Face eingesetzt, wurde er ab 21. August 2000 Heel und wechselte auch sein Gimmick. Er wurde nun "El Mesías" Ricky Banderas. 2001 hatte er ein Tryout bei der World Wrestling Federation und trat in einem Pay-Per-View für Frontier Martial-Arts Wrestling (FMW) an. Bis 2006 gewann er schließlich sechs Mal die IWA World Heavyweight Championship und dreimal den Tag-Team-Gürtel.
2006 wechselte er zur mexikanischen Promotion Asistencia Asesoría y Administración (AAA). Dort trat er maskiert als Muerte Cibernética an und hatte eine Fehde mit La Parka, bis er bei Triplemania XIV (2006) ein Mask vs. Mask-Match verlor. Anschließend entwickelte sich eine Storyline um die Anführerschaft  des Heel-Stables La Secta Cibernetica. Beendet wurde es durch ein Sarg-Match, bei dem Cosmes Charakter am Ende in einen Vulkan geworfen wurde. Dies wurde so getimt, damit er mehrere Monate hatte, um für die IWA und die Panama Wrestling Crew anzutreten.
Er kehrte anschließend zur AAA zurück und hatte dort das Heel-Gimmick El Mesías. Er wurde im Anschluss zum Main-Eventer aufgebaut und gewann als erster Wrestler den AAA Mega Championship, den er später drei weitere Male gewinnen durfte. Er ist bis heute in dieser Liga aktiv, war allerdings zwischen 2009 und 2012 auch für das World Wrestling Council tätig.
Von 2007 bis 2008 spielte er bei Total Nonstop Action Wrestling den Charakter Judas Mesias. Nach einem furiosen Beginn wurde er durch eine Verletzung des Ichiasnervs ausgebremst und verließ die Promotion 2008 wieder. Am 18. März 2013 kehrte er für die Pay-Per-Views TNA One Night Only und Hardcore Justice 2 in seiner Rolle zurück und durfte James Storm besiegen und unterlag am nächsten Tag dem Wrestler Abyss
Seit 2014 spielt er in der Fernsehserie Lucha Underground den maskierten Wrestler Mil Muertes, einen Mann, dessen komplette Familie bei einem Erdbeben getötet wurde. Die erste Fehde hatte er mit Fénix, in deren Folge er erst starb, um dann von seinem Valet Catrina wiedererweckt zu werden. Im Finale der ersten Staffel besiegte er Prince Puma und wurde so der zweite Lucha Underground Champion.

## Erfolge
- Asistencia Asesoría y Administración
  - AAA Mega Championship (4×)[8]
  - AAA Trident Championship (1×)[9]
  - GPCW Super-X Monster Championship (1×)
  - IWC World Heavyweight Championship (1×)
  - Gewinner des Copa Antonio Peña (2008)
  - Lucha Libre Premier (2010)
  - Rey de Reyes (2013)
  - Victoria Cup (2016) mit Apolo und Rockstar Spud[10]
- International Wrestling Association
  - IWA World Heavyweight Championship (6×)[11]
  - IWA Intercontinental Championship (3×)[12]
  - IWA World Tag Team Championship (6×) – mit Gran Apolo (3), Miguel Perez, Jr., |Huracan Castillo, Fidel Sierra, Pain (1),|Glamour Boy Shane (1) und Cruzz (1)[13]
  - IWA Hardcore Championship (10×)[14]
- Pro Wrestling Illustrated
  - # 26 der 500 besten Single-Wrestlers  PWI 500 2008 und 2015[15][16]
- Lucha Underground
  - Lucha Underground Championship (1×)
- World Wrestling Council
  - WWC Universal Heavyweight Championship (1×)
  - Copa Luchador de la Década (2010)
- Wrestling Society X
  - WSX Championship (1×)[17]